# Симс, Джон
Джон Симс (англ. John Sims, 13 октября 1749, Кентербери — 26 февраля 1831, Суррей) — британский врач и ботаник, известен прежде всего как таксономист, классифицировавший многие разновидности растений.
С 1773 года по 1774 он обучается в Лейдене. В 1774 году в Эдинбурге он получает звание врача. С 1799 года практикует в Лондоне.
Джон Симс — член Лондонского Линнеевского общества с 1788 года, с 1814 — Лондонского королевского общества.
С 1801 по 1826 годы Симс был вторым редактором старейшего английского ботанического журнала «The Botanical Magazine», после смерти его основателя Уильяма Кёртиса.
Гербарий Симса хранится в гербарии ботанических садов Кью.
Именем Джона Симса в 1801 году назван род Simsia Pers. семейства Астровые (Asteraceae), в 1807 году был назван род Simsia R.Br. семейства Протейные (Proteaceae) (сейчас этот род входит в синонимику рода Stirlingia Endl., 1838).